# Gran Premio motociclistico di Thailandia 2024
Il Gran Premio motociclistico di Thailandia 2024 è stata la diciottesima prova del motomondiale del 2024. Le vittorie nelle quattro classi sono andate a: Enea Bastianini nella Sprint e Francesco Bagnaia nella gara della MotoGP, Arón Canet in Moto2, David Alonso in Moto3.
Grazie al secondo posto in gara, Ai Ogura diventa matematicamente Campione del Mondo della Moto2, riportando un titolo del Motomondiale al Giappone per la prima volta da Hiroshi Aoyama nel 2009.
Grazie ai risultati di questo weekend di gara, Ducati Lenovo Team diventa matematicamente Campione del Mondo Team.

## Prove e Qualifiche

### Moto3
Nella sessione di prove libere, il pilota più veloce in pista è David Alonso in 1'40"554. Nelle due sessioni di Pre-Qualifiche, è invece Taiyo Furusato sull'Honda Team Asia a siglare il miglior tempo nella combinata in 1'40"577.
In qualifica, la Pole va per la prima volta in carriera a Joel Kelso, in 1'35"872, davanti a Collin Veijer ed Ángel Piqueras; ecco i risultati dei primi cinque classificati:
| Pos | Nº | Pilota         | Team                           | Tempo    |
| --- | -- | -------------- | ------------------------------ | -------- |
| 1   | 66 | Joel Kelso     | BOE Motorsports                | 1'40.603 |
| 2   | 95 | Collin Veijer  | Liqui Moly Husqvarna Intact GP | 1'40.676 |
| 3   | 36 | Ángel Piqueras | Leopard Racing                 | 1'40.727 |
| 4   | 72 | Taiyo Furusato | Honda Team Asia                | 1'40.865 |
| 5   | 80 | David Alonso   | CFMoto Gaviota Aspar Team      | 1'40.959 |

### Moto2
A questo weekend di gara sono ancora assenti Joe Roberts e Celestino Vietti.
In Moto2, nella sessione di prove libere il più veloce in pista è Marcos Ramírez dell'American Racing Team in 1'35"897. Nelle due sessioni di Pre-Qualifiche, è Ai Ogura il pilota più veloce in pista facendo segnare il miglior tempo in 1'34"595.
In qualifica, il nipponico si conferma il più veloce conquistando la sua seconda Pole stagionale, in 1'30"876, davanti ad Arón Canet e Diogo Moreira; ecco i risultati dei primi cinque classificati:
| Pos | Nº | Pilota         | Team                          | Tempo    |
| --- | -- | -------------- | ----------------------------- | -------- |
| 1   | 79 | Ai Ogura       | MT Helmets - MSi              | 1'34.728 |
| 2   | 44 | Arón Canet     | Fantic Racing                 | 1'34.779 |
| 3   | 10 | Diogo Moreira  | Italtrans Racing              | 1'34.802 |
| 4   | 14 | Tony Arbolino  | Elf Marc VDS Racing Team      | 1'34.866 |
| 5   | 42 | Marcos Ramírez | OnlyFans American Racing Team | 1'34.871 |

### MotoGP
Lorenzo Savadori sostituisce anche in questo fine settimana in Trackhouse Racing l'infortunato Miguel Oliveira.
Nella prima sessione di prove libere, Marco Bezzecchi è il pilota più veloce in pista in 1'30"492. Nella sessione di Pre-qualifica, è Marc Márquez il pilota più veloce in pista facendo segnare il miglior tempo in 1'29"165. Nella seconda sessione di prove libere lo spagnolo si conferma il più veloce con il tempo più veloce in 1'29"888.
Nel Q1 riescono passano il turno Fabio Quartararo e Fabio Di Giannantonio. Nella Q2, Francesco Bagnaia conquista la Pole in 1'28"700, davanti al compagno di squadra Enea Bastianini ed Jorge Martín, terzo. Di seguito i risultati delle qualifiche:
| Pos. | Nº | Pilota                | Team                         | Tempo     | Tempo    |
| Pos. | Nº | Pilota                | Team                         | Q1        | Q2       |
| ---- | -- | --------------------- | ---------------------------- | --------- | -------- |
| 1    | 1  | Francesco Bagnaia     | Ducati Lenovo Team           | Già in Q2 | 1'28.700 |
| 2    | 23 | Enea Bastianini       | Ducati Lenovo Team           | Già in Q2 | 1'28.932 |
| 3    | 89 | Jorge Martín          | Prima Pramac Racing          | Già in Q2 | 1'29.130 |
| 4    | 72 | Marco Bezzecchi       | Pertamina Enduro VR46 Racing | Già in Q2 | 1'29.324 |
| 5    | 93 | Marc Márquez          | Gresini Racing               | Già in Q2 | 1'29.386 |
| 6    | 20 | Fabio Quartararo      | Monster Energy Yamaha        | 1'29.406  | 1'29.408 |
| 7    | 31 | Pedro Acosta          | Red Bull GASGAS Tech3        | Già in Q2 | 1'29.419 |
| 8    | 49 | Fabio Di Giannantonio | Pertamina Enduro VR46 Racing | 1'29.429  | 1'29.435 |
| 9    | 73 | Álex Márquez          | Gresini Racing               | Già in Q2 | 1'29.527 |
| 10   | 12 | Maverick Viñales      | Aprilia Racing               | Già in Q2 | 1'29.628 |
| 11   | 21 | Franco Morbidelli     | Prima Pramac Racing          | Già in Q2 | 1'29.736 |
| 12   | 5  | Johann Zarco          | Castrol Honda LCR            | Già in Q2 | 1'29.797 |
| 13   | 33 | Brad Binder           | Red Bull KTM Factory Racing  | 1'29.535  |          |
| 14   | 41 | Aleix Espargaró       | Aprilia Racing               | 1'29.568  |          |
| 15   | 43 | Jack Miller           | Red Bull KTM Factory Racing  | 1'29.773  |          |
| 16   | 37 | Augusto Fernández     | Red Bull GASGAS Tech3        | 1'29.828  |          |
| 17   | 42 | Álex Rins             | Monster Energy Yamaha        | 1'29.835  |          |
| 18   | 30 | Takaaki Nakagami      | Idemitsu Honda LCR           | 1'29.903  |          |
| 19   | 36 | Joan Mir              | Repsol Honda                 | 1'30.045  |          |
| 20   | 25 | Raúl Fernández        | Trackhouse Racing            | 1'30.102  |          |
| 21   | 10 | Luca Marini           | Repsol Honda                 | 1'30.137  |          |
| 22   | 32 | Lorenzo Savadori      | Trackhouse Racing            | 1'30.592  |          |

## Gare

### MotoGP

#### Sprint
Enea Bastianini vince la sua seconda Sprint stagionale, dominando davanti ad Jorge Martín, secondo, e al compagno di squadra Francesco Bagnaia che chiude il podio in terza posizione. Quarta e quinta posizione per le Gresini dei due fratelli Márquez con Marc quarto davanti ad Álex. Sesto chiude Franco Morbidelli, seguito da Marco Bezzecchi in sesta posizione seguito dal compagno di box Fabio Di Giannantonio, alla sua ultima gara stagionale vista l'operazione dopo il weekend di gara, andando a chiudere una Top 8 formato esclusivamente da Ducati. Chiude la zona punti l'unica KTM RC16 a punti, ovvero quella di Brad Binder. Di seguito i risultati della gara Sprint:

##### Arrivati al traguardo
| Pos. | Nº | Pilota                | Squadra                      | Motocicletta       | Giri | Tempo     | Griglia | Punti |
| ---- | -- | --------------------- | ---------------------------- | ------------------ | ---- | --------- | ------- | ----- |
| 1º   | 23 | Enea Bastianini       | Ducati Lenovo Team           | Ducati Desmosedici | 13   | 19'31"131 | 2º      | 12    |
| 2º   | 89 | Jorge Martín          | Prima Pramac Racing          | Ducati Desmosedici | 13   | +1.357    | 3º      | 9     |
| 3º   | 1  | Francesco Bagnaia     | Ducati Lenovo Team           | Ducati Desmosedici | 13   | +2.372    | 1º      | 7     |
| 4º   | 93 | Marc Márquez          | Gresini Racing               | Ducati Desmosedici | 13   | +5.402    | 5º      | 6     |
| 5º   | 73 | Álex Márquez          | Gresini Racing               | Ducati Desmosedici | 13   | +10.140   | 9º      | 5     |
| 6º   | 21 | Franco Morbidelli     | Prima Pramac Racing          | Ducati Desmosedici | 13   | +11.087   | 11º     | 4     |
| 7º   | 72 | Marco Bezzecchi       | Pertamina Enduro VR46 Racing | Ducati Desmosedici | 13   | +11.538   | 8º      | 3     |
| 8º   | 49 | Fabio Di Giannantonio | Pertamina Enduro VR46 Racing | Ducati Desmosedici | 13   | +11.680   | 4º      | 2     |
| 9º   | 33 | Brad Binder           | Red Bull KTM Factory Racing  | KTM RC16           | 13   | +13.692   | 13º     | 1     |
| 10º  | 20 | Fabio Quartararo      | Monster Energy Yamaha        | Yamaha YZR-M1      | 13   | +14.483   | 6º      |       |
| 11º  | 43 | Jack Miller           | Red Bull KTM Factory Racing  | KTM RC16           | 13   | +18.397   | 15º     |       |
| 12º  | 5  | Johann Zarco          | Castrol Honda LCR            | Honda RC213V       | 13   | +18.544   | 12º     |       |
| 13º  | 36 | Joan Mir              | Repsol Honda                 | Honda RC213V       | 13   | +19.265   | 19º     |       |
| 14º  | 25 | Raúl Fernández        | Trackhouse Racing            | Aprilia RS-GP      | 13   | +19.688   | 20º     |       |
| 15º  | 41 | Aleix Espargaró       | Aprilia Racing               | Aprilia RS-GP      | 13   | +19.988   | 14º     |       |
| 16º  | 37 | Augusto Fernández     | Red Bull GASGAS Tech3        | KTM RC16           | 13   | +21.298   | 16º     |       |
| 17º  | 42 | Álex Rins             | Monster Energy Yamaha        | Yamaha YZR-M1      | 13   | +21.413   | 17º     |       |
| 18º  | 30 | Takaaki Nakagami      | LCR Honda Idemitsu           | Honda RC213V       | 13   | +23.400   | 18º     |       |
| 19º  | 10 | Luca Marini           | Repsol Honda                 | Honda RC213V       | 13   | +23.979   | 21º     |       |
| 20º  | 12 | Maverick Viñales      | Aprilia Racing               | Aprilia RS-GP      | 13   | +29.474   | 10º     |       |
| 21º  | 32 | Lorenzo Savadori      | Trackhouse Racing            | Aprilia RS-GP      | 13   | +39.389   | 22º     |       |

##### Ritirati
| Nº | Pilota       | Squadra               | Motocicletta | Giri | Griglia |
| -- | ------------ | --------------------- | ------------ | ---- | ------- |
| 31 | Pedro Acosta | Red Bull GASGAS Tech3 | KTM RC16     | 10   | 7º      |

#### Gara
In una gara caratterizzata dalla pioggia e da molte cadute, Francesco Bagnaia vince la sua nona gara stagionale e guadagna cinque punti in classifica sul rivale Jorge Martín che chiude secondo dietro a lui. Completa il podio, dopo due gare complicate, Pedro Acosta in terza posizione. Quarto e con il giro veloce Fabio Di Giannantonio che conclude così la sua stagione. Quinte e seste le due KTM Factory Racing di Jack Miller che precede il compagno Brad Binder. Settima posizione per Maverick Viñales con la migliore delle Aprilia davanti alla migliore delle Honda, ovvero quella di Johann Zarco, staccato dieci secondi dallo spagnolo. Nono Aleix Espargaró davanti ad Álex Márquez, partito ultimo dopo essere caduto durante il sighting lap, e Marc Márquez protagonista di una caduta mentre era in lotta per la vittoria. Dodicesimo Luca Marini davanti a Takaaki Nakagami ed Enea Bastianini, quattordicesimo ma anche lui caduta in gara. Chiude la zona punti Joan Mir. Di seguito i risultati della gara:

##### Arrivati al traguardo
| Pos. | Nº | Pilota                | Squadra                      | Motocicletta       | Giri | Tempo     | Griglia | Punti |
| ---- | -- | --------------------- | ---------------------------- | ------------------ | ---- | --------- | ------- | ----- |
| 1º   | 1  | Francesco Bagnaia     | Ducati Lenovo                | Ducati Desmosedici | 26   | 43'38"108 | 1º      | 25    |
| 2º   | 89 | Jorge Martín          | Prima Pramac Racing          | Ducati Desmosedici | 26   | +2.905    | 3º      | 20    |
| 3º   | 31 | Pedro Acosta          | Red Bull GASGAS Tech3        | KTM RC16           | 26   | +3.800    | 7º      | 16    |
| 4º   | 49 | Fabio Di Giannantonio | Pertamina Enduro VR46 Racing | Ducati Desmosedici | 26   | +4.636    | 8º      | 13    |
| 5º   | 43 | Jack Miller           | Red Bull KTM Factory Racing  | KTM RC16           | 26   | +5.532    | 15º     | 11    |
| 6º   | 33 | Brad Binder           | Red Bull KTM Factory Racing  | KTM RC16           | 26   | +5.898    | 13º     | 10    |
| 7º   | 12 | Maverick Viñales      | Aprilia Racing               | Aprilia RS-GP      | 26   | +8.498    | 10º     | 9     |
| 8º   | 5  | Johann Zarco          | Castrol Honda LCR            | Honda RC213V       | 26   | +17.672   | 12º     | 8     |
| 9º   | 41 | Aleix Espargaró       | Aprilia Racing               | Aprilia RS-GP      | 26   | +18.588   | 14º     | 7     |
| 10º  | 73 | Álex Márquez          | Gresini Racing               | Ducati Desmosedici | 26   | +21.163   | 23º     | 6     |
| 11º  | 93 | Marc Márquez          | Gresini Racing               | Ducati Desmosedici | 26   | +22.251   | 5º      | 5     |
| 12º  | 10 | Luca Marini           | Repsol Honda                 | Honda RC213V       | 26   | +22.859   | 21º     | 4     |
| 13º  | 30 | Takaaki Nakagami      | Idemitsu Honda LCR           | Honda RC213V       | 26   | +24.531   | 18º     | 3     |
| 14º  | 23 | Enea Bastianini       | Ducati Lenovo                | Ducati Desmosedici | 26   | +27.090   | 2º      | 2     |
| 15º  | 36 | Joan Mir              | Repsol Honda                 | Honda RC213V       | 26   | +30.870   | 19º     | 1     |
| 16º  | 20 | Fabio Quartararo      | Monster Energy Yamaha        | Yamaha YZR-M1      | 26   | +50.021   | 6º      |       |

##### Ritirati
| Nº | Pilota            | Squadra                      | Motocicletta       | Giri | Griglia |
| -- | ----------------- | ---------------------------- | ------------------ | ---- | ------- |
| 37 | Augusto Fernández | Red Bull GASGAS Tech3        | KTM RC16           | 23   | 16º     |
| 42 | Álex Rins         | Monster Energy Yamaha        | Yamaha YZR-M1      | 22   | 17º     |
| 32 | Lorenzo Savadori  | Trackhouse Racing            | Aprilia RS-GP      | 16   | 22º     |
| 21 | Franco Morbidelli | Prima Pramac Racing          | Ducati Desmosedici | 7    | 11º     |
| 25 | Raúl Fernández    | Trackhouse Racing            | Aprilia RS-GP      | 6    | 20º     |
| 72 | Marco Bezzecchi   | Pertamina Enduro VR46 Racing | Ducati Desmosedici | 3    | 4º      |

### Moto2
La gara viene interrotta dopo 20 giri appena inizia a scendere della pioggia, distanza comunque accettabile per assegnare punti completi. Arón Canet domina la gara andando a vincere la sua terza gara stagionale ma dietro la festa è tutta per Ai Ogura che grazie al secondo posto al traguardo diventa matematicamente Campione del Mondo della Moto2. Terza posizione e primo podio stagionale per Marcos Ramírez. Chiude in quarta posizione l'idolo di casa Somkiat Chantra autore di un'ottima rimonta e al rientro dall'ifnortunio. Quinta posizione nuovamente per Diogo Moreira, davanti ad Izan Guevara e Jake Dixon. Ottavo ed ultimo a passare sul traguardo prima della bandiera rossa è Albert Arenas. Dalla nona posizione in poi vengono tutti classificati con 19 giri percorsi a partire da Manuel González, seguito da Deniz Öncü e Alonso López. Dodicesima posizione per Sergio García davanti ad Ayumu Sasaki, per la seconda volta stagionale a punti. Chiudono la zona punti Filip Salač ed Jorge Navarro che sostituisce Joe Roberts. Di seguito i risultati della gara:

#### Arrivati al traguardo
| Pos | Nº | Pilota                  | Squadra                       | Motocicletta | Giri | Tempo     | Griglia | Punti |
| --- | -- | ----------------------- | ----------------------------- | ------------ | ---- | --------- | ------- | ----- |
| 1°  | 44 | Arón Canet              | Fantic Racing                 | Kalex        | 20   | 32'02"751 | 2º      | 25    |
| 2°  | 79 | Ai Ogura                | MT Helmets - MSi              | B-24         | 20   | +3.684    | 1º      | 20    |
| 3°  | 24 | Marcos Ramírez          | OnlyFans American Racing Team | Kalex        | 20   | +4.683    | 4º      | 16    |
| 4°  | 35 | Somkiat Chantra         | Idemitsu Honda Team Asia      | Kalex        | 20   | +5.799    | 13º     | 13    |
| 5°  | 10 | Diogo Moreira           | Italtrans Racing Team         | Kalex        | 20   | +6.172    | 3º      | 11    |
| 6°  | 28 | Izan Guevara            | CFMoto Inde Aspar Team        | Kalex        | 20   | +6.405    | 18º     | 10    |
| 7°  | 96 | Jake Dixon              | CFMoto Inde Aspar Team        | Kalex        | 20   | +6.909    | 11º     | 9     |
| 8°  | 75 | Albert Arenas           | Gresini Moto2                 | Kalex        | 20   | +7.404    | 6º      | 8     |
| 9°  | 18 | Manuel González         | Gresini Moto2                 | Kalex        | 19   | +1 giro   | 10º     | 7     |
| 10° | 51 | Deniz Öncü              | Red Bull KTM Ajo              | Kalex        | 19   | +1 giro   | 15º     | 6     |
| 11° | 21 | Alonso López            | Beta Tools Speed Up           | B-24         | 19   | +1 giro   | 14º     | 5     |
| 12° | 3  | Sergio García           | MT Helmets - MSi              | B-24         | 19   | +1 giro   | 9º      | 4     |
| 13° | 22 | Ayumu Sasaki            | Yamaha VR46 Master Camp Team  | Kalex        | 19   | +1 giro   | 12º     | 3     |
| 14° | 12 | Filip Salač             | Elf Marc VDS Racing Team      | Kalex        | 19   | +1 giro   | 5º      | 2     |
| 15° | 9  | Jorge Navarro           | OnlyFans American Racing Team | Kalex        | 19   | +1 giro   | 19º     | 1     |
| 16° | 34 | Mario Aji               | Idemitsu Honda Team Asia      | Kalex        | 19   | +1 giro   | 22º     |       |
| 17° | 5  | Jaume Masiá             | Preicanos Racing Team         | Kalex        | 19   | +1 giro   | 23º     |       |
| 18° | 71 | Dennis Foggia           | Italtrans Racing Team         | Kalex        | 19   | +1 giro   | 17º     |       |
| 19° | 84 | Zonta van den Goorbergh | RW-Idrofoglia Racing GP       | Kalex        | 19   | +1 giro   | 29º     |       |
| 20° | 20 | Xavier Cardelús         | Fantic Racing                 | Kalex        | 19   | +1 giro   | 24º     |       |
| 21° | 43 | Xavier Artigas          | Klint Forward Factory Team    | Forward      | 19   | +1 giro   | 28º     |       |
| 22° | 29 | Harrison Voight         | Preicanos Racing Team         | Kalex        | 19   | +1 giro   | 27º     |       |

#### Ritirati
| Nº | Pilota          | Squadra                        | Motocicletta | Giri | Griglia |
| -- | --------------- | ------------------------------ | ------------ | ---- | ------- |
| 52 | Jeremy Alcoba   | Yamaha VR46 Master Camp Team   | Kalex        | 19   | 21º     |
| 11 | Álex Escrig     | Klint Forward Factory Team     | Forward      | 16   | 26º     |
| 15 | Darryn Binder   | Liqui Moly Husqvarna Intact GP | Kalex        | 7    | 16º     |
| 7  | Barry Baltus    | RW-Idrofoglia Racing GP        | Kalex        | 7    | 25º     |
| 81 | Senna Agius     | Liqui Moly Husqvarna Intact GP | Kalex        | 6    | 20º     |
| 14 | Tony Arbolino   | Elf Marc VDS Racing Team       | Kalex        | 0    | 7º      |
| 54 | Fermín Aldeguer | Beta Tools Speed Up            | B-24         | 0    | 8º      |

### Moto3
La gara viene ridotta a 12 giri. Quinta vittoria consecutiva e la dodicesima in stagione, nessuno come David Alonso nella storia tra Moto3 e Classe 125. Seconda posizione fantastica per Luca Lunetta al secondo podio in carriera, davanti a Collin Veijer. Quarta posizione per Iván Ortolá davanti a Taiyō Furusato che all'uscita dell'ultima curva era in zona podio ma cade e taglia il traguardo da terra in quinta posizione. Sesta e settima posizione per i piloti BOE con David Muñoz e Joel Kelso. Ottava posizione e miglior risultato stagionale per Scott Ogden davanti a Stefano Nepa e Tatsuki Suzuki. Undicesimo Ryūsei Yamanaka seguito da Daniel Holgado, Riccardo Rossi. Chiudono la zona punti Filippo Farioli e Jacob Roulstone. Di seguito i risultati della gara:

#### Arrivati al traguardo
| Pos | Nº | Pilota               | Squadra                        | Motocicletta  | Giri | Tempo     | Griglia | Punti |
| --- | -- | -------------------- | ------------------------------ | ------------- | ---- | --------- | ------- | ----- |
| 1°  | 80 | David Alonso         | CFMoto Gaviota Aspar Team      | CFMoto        | 12   | 20'29"345 | 5º      | 25    |
| 2°  | 58 | Luca Lunetta         | SIC58 Squadra Corse            | Honda NSF250R | 12   | +0.353    | 10º     | 20    |
| 3°  | 95 | Collin Veijer        | Liqui Moly Husqvarna Intact GP | Husqvarna     | 12   | +0.522    | 2º      | 16    |
| 4°  | 48 | Iván Ortolá          | MT Helmets - MSi               | KTM RC 250 GP | 12   | +0.936    | 9º      | 13    |
| 5°  | 72 | Taiyo Furusato       | Honda Team Asia                | Honda NSF250R | 12   | +1.683    | 4º      | 11    |
| 6°  | 64 | David Muñoz          | BOE Motorsports                | KTM RC 250 GP | 12   | +2.492    | 17º     | 10    |
| 7°  | 66 | Joel Kelso           | BOE Motorsports                | KTM RC 250 GP | 12   | +2.806    | 1º      | 9     |
| 8°  | 19 | Scott Ogden          | FleetSafe Honda - MLav Racing  | Honda NSF250R | 12   | +5.022    | 6º      | 8     |
| 9°  | 82 | Stefano Nepa         | LevelUp - MTA                  | KTM RC 250 GP | 12   | +7.641    | 14º     | 7     |
| 10° | 24 | Tatsuki Suzuki       | Liqui Moly Husqvarna Intact GP | Husqvarna     | 12   | +8.308    | 20º     | 6     |
| 11° | 6  | Ryūsei Yamanaka      | MT Helmets - MSi               | KTM RC 250 GP | 12   | +9.040    | 12º     | 5     |
| 12° | 96 | Daniel Holgado       | Red Bull GASGAS Tech3          | KTM RC 250 GP | 12   | +11.640   | 7º      | 4     |
| 13° | 54 | Riccardo Rossi       | CIP Green Power                | KTM RC 250 GP | 12   | +11.697   | 24º     | 3     |
| 14° | 7  | Filippo Farioli      | SIC58 Squadra Corse            | Honda NSF250R | 12   | +14.989   | 15º     | 2     |
| 15° | 12 | Jacob Roulstone      | Red Bull GASGAS Tech3          | KTM RC 250 GP | 12   | +17.090   | 19º     | 1     |
| 16° | 99 | José Antonio Rueda   | Red Bull KTM Ajo               | KTM RC 250 GP | 12   | +16.945   | 16º     |       |
| 17° | 5  | Tatchakorn Buasri    | Honda Team Asia                | Honda NSF250R | 12   | +17.626   | 25º     |       |
| 18° | 85 | Xabi Zurutuza        | Red Bull KTM Ajo               | KTM RC 250 GP | 12   | +19.439   | 21º     |       |
| 19° | 10 | Nicola Fabio Carraro | LevelUp - MTA                  | KTM RC 250 GP | 12   | +19.191   | 23º     |       |
| 20° | 22 | David Almansa        | Kopron Rivacold Snipers Team   | Honda NSF250R | 12   | +19.244   | 8º      |       |
| 21° | 18 | Matteo Bertelle      | Kopron Rivacold Snipers Team   | Honda NSF250R | 12   | +19.677   | 13º     |       |
| 22° | 31 | Adrián Fernández     | Leopard Racing                 | Honda NSF250R | 12   | +43.606   | 11º     |       |
| 23° | 55 | Noah Dettwiler       | CIP Green Power                | KTM RC 250 GP | 12   | +43.672   | 26º     |       |

#### Ritirati
| Nº | Pilota         | Squadra                       | Motocicletta  | Giri | Griglia |
| -- | -------------- | ----------------------------- | ------------- | ---- | ------- |
| 36 | Ángel Piqueras | Leopard Racing                | Honda NSF250R | 10   | 3º      |
| 78 | Joel Esteban   | CFMoto Gaviota Aspar Team     | CFMoto        | 9    | 18º     |
| 8  | Eddie O'Shea   | FleetSafe Honda - MLav Racing | Honda NSF250R | 9    | 22º     |